# Valérie Gauvin
Pour les articles homonymes, voir Gauvin.
Valérie Gauvin, née le 1er juin 1996 à Sainte-Clotilde (La Réunion), est une footballeuse internationale française qui joue au poste d'attaquante au Montauban FCTG. Elle compte 37 sélections en Equipe de France et a participé à la Coupe du monde en France en 2019.

## Carrière

### Carrière en club
Valérie Gauvin a joué dans son enfance au club de Mirande (Gers).
Elle arrive au centre de formation du TFC à l'âge de 12 ans et y soulève notamment la coupe fédérale en 2008 (U13), puis le titre national en 2009 (U15).
Valérie Gauvin débute en première division lors de la saison 2012-2013 avec le Toulouse FC.
En 2014, elle rejoint le Montpellier HSC. C'est dans ce club qu'elle se fait remarquer pour être appelée pour la première fois en équipe A nationale en 2015.
Après plus de 100 matchs et six saisons avec son club, elle décide de donner un autre tournant à sa carrière et partir à l'étranger. Elle rejoint Everton en Angleterre en 2020, signant un contrat de 3 ans. Le montant de son transfert est évalué à plus de 100.000 euros, un chiffre élevé dans le foot féminin.
En Angleterre, après une première saison plutôt convaincante, elle se blesse et ne parvient pas à s'installer dans la durée. Elle quitte prématurément Everton en mars 2022 pour North Carolina Courage en NWSL aux Etats-Unis.
Après n'avoir joué aucune minute avec le club de Caroline du Nord, elle est transférée contre 25.000 dollars à Houston Dash, toujours aux Etats-Unis, en août 2022.
Encore en difficultés, elle retrouve la D1 en signant pour le FC Fleury 91 en décembre 2022.
Elle signe en D2 au Montauban FCTG en octobre 2023.

### Carrière en sélection
Elle compte cinq sélections avec l'équipe de France des moins de 16 ans en 2012 (quatre buts), neuf sélections en équipe de France des moins de 17 ans de 2012 à 2013 (sept buts), et quatre sélections en équipe de France des moins de 20 ans en 2016 (un but).
Elle joue trois matchs lors de la Coupe du monde des moins de 20 ans 2016 organisée en Papouasie-Nouvelle-Guinée.
Elle reçoit sa première sélection en équipe de France A le 23 octobre 2015, contre les Pays-Bas (défaite 1-2).
Elle participe à la Coupe du monde 2019 en France et marque deux buts pendant la compétition. La France est éliminée en quarts de finale.
Par manque de temps de jeu, elle n'est plus appelée par la sélectionneuse Corinne Diacre et ne participe pas à l'Euro 2022. Sa dernière sélection remonte au 26 novembre 2021.

## Palmarès
- Montpellier HSC (féminines)
  - Vice-championne de France en 2017
  - Finaliste de la Coupe de France en 2015
  - Finaliste de la Coupe de France en 2016

- Everton Ladies Football Club
  - Finaliste de la Coupe d'Angleterre en 2020

- Équipe de France
  - 37 sélections et 17 buts depuis 2015
  - Vainqueur du Tournoi de France en 2020
  - Vainqueur de l'Universiade d'été en 2015 avec les Universitaires[12]
  - Vice-championne du Monde des moins de 20 ans en 2016 avec les moins de 20 ans

### Distinctions individuelles
- Élue meilleure joueuse de la saison du championnat de France de Division 2 en 2014
- Meilleure buteuse du championnat de France de Division 2 en 2014 (32 buts)
- Meilleure buteuse de l'Universiade d'été en 2015 (7 buts)
- Meilleure buteuse de la Coupe de France en 2020 (6 buts)

## Statistiques

### Statistiques détaillées
| Saison                | Club                         | Championnat           | Championnat | Championnat | Championnat | Coupe nationale | Coupe nationale | Coupe nationale | Coupe de la Ligue | Coupe de la Ligue | Coupe de la Ligue | Compétition(s) continentale(s) | Compétition(s) continentale(s) | Compétition(s) continentale(s) | Compétition(s) continentale(s) | France | France | France | Total | Total | Total |
| Saison                | Club                         | Division              | M.          | B.          | P.d.        | M.              | B.              | P.d.            | M.                | B.                | P.d.              | Comp.                          | M.                             | B.                             | P.d.                           | M.     | B.     | P.d.   | M.    | B.    | P.d.  |
| 2012-2013             | Toulouse FC                  | 1                     | 11          | 1           | -           | -               | -               | -               | -                 | -                 | -                 | -                              | -                              | -                              | -                              | -      | -      | -      | 11    | 1     | 0     |
| 2013-2014             | Toulouse FC                  | 2                     | 20          | 32          | -           | -               | -               | -               | -                 | -                 | -                 | -                              | -                              | -                              | -                              | -      | -      | -      | 20    | 32    | 0     |
| Sous-total            | Sous-total                   | Sous-total            | 31          | 33          | -           | -               | -               | -               | -                 | -                 | -                 | -                              | -                              | -                              | -                              | -      | -      | -      | 31    | 33    | 0     |
| 2014-2015             | Montpellier HSC              | 1                     | 13          | 7           | 1           | 3               | 4               | -               | -                 | -                 | -                 | -                              | -                              | -                              | -                              | -      | -      | -      | 16    | 11    | 1     |
| 2015-2016             | Montpellier HSC              | 1                     | 15          | 8           | 0           | 1               | 0               | -               | -                 | -                 | -                 | -                              | -                              | -                              | -                              | 1      | 0      | -      | 17    | 8     | 0     |
| 2016-2017             | Montpellier HSC              | 1                     | 14          | 10          | 2           | 3               | 3               | -               | -                 | -                 | -                 | -                              | -                              | -                              | -                              | -      | -      | -      | 17    | 13    | 2     |
| 2017-2018             | Montpellier HSC              | 1                     | 20          | 12          | 2           | 4               | 3               | -               | -                 | -                 | -                 | LDC                            | 4                              | 0                              | -                              | 9      | 5      | -      | 37    | 20    | 2     |
| 2018-2019             | Montpellier HSC              | 1                     | 15          | 6           | 0           | 1               | 0               | -               | -                 | -                 | -                 | -                              | -                              | -                              | -                              | 14     | 7      | 2      | 30    | 13    | 2     |
| 2019-2020             | Montpellier HSC              | 1                     | 13          | 8           | 2           | 3               | 6               | -               | -                 | -                 | -                 | -                              | -                              | -                              | -                              | 7      | 3      | -      | 23    | 17    | 2     |
| Sous-total            | Sous-total                   | Sous-total            | 90          | 51          | 7           | 15              | 16              | -               | -                 | -                 | -                 | -                              | 4                              | 0                              | -                              | 31     | 15     | 2      | 140   | 82    | 9     |
| 2020-2021             | Everton Ladies Football Club | 1                     | 15          | 5           | 1           | 3               | 3               | 0               | 1                 | 0                 | 0                 | -                              | -                              | -                              | -                              | 5      | 1      | 0      | 24    | 9     | 1     |
| 2021-2022             | Everton Ladies Football Club | 1                     | 12          | 0           | 0           | 3               | 2               | 0               | 2                 | 1                 | 1                 | -                              | -                              | -                              | -                              | 1      | 1      | 0      | 18    | 4     | 1     |
| Sous-total            | Sous-total                   | Sous-total            | 27          | 5           | 1           | 6               | 5               | 0               | 3                 | 1                 | 1                 | -                              | -                              | -                              | -                              | 6      | 2      | 0      | 42    | 13    | 2     |
| 2022                  | North Carolina Courage       | 1                     | 0           | 0           | 0           | -               | -               | -               | -                 | -                 | -                 | -                              | -                              | -                              | -                              | -      | -      | -      | 0     | 0     | 0     |
| 2022                  | Houston Dash                 | 1                     | 3           | 0           | 0           | -               | -               | -               | -                 | -                 | -                 | -                              | -                              | -                              | -                              | -      | -      | -      | 3     | 0     | 0     |
| Sous-total            | Sous-total                   | Sous-total            | 3           | 0           | 0           | -               | -               | -               | -                 | -                 | -                 | -                              | -                              | -                              | -                              | -      | -      | -      | 3     | 0     | 0     |
| 2023                  | FC Fleury 91                 | 1                     | 3           | 0           | 0           | -               | -               | -               | -                 | -                 | -                 | -                              | -                              | -                              | -                              | -      | -      | -      | 3     | 0     | 0     |
| Sous-total            | Sous-total                   | Sous-total            | 3           | 0           | 0           | -               | -               | -               | -                 | -                 | -                 | -                              | -                              | -                              | -                              | -      | -      | -      | 3     | 0     | 0     |
| 2023-2024             | Montauban FCTG               | 2                     | 6           | 0           | 1           | 3               | 5               | 1               | -                 | -                 | -                 | -                              | -                              | -                              | -                              | -      | -      | -      | 9     | 5     | 2     |
| Total sur la carrière | Total sur la carrière        | Total sur la carrière | 161         | 89          | 9           | 24              | 26              | 1               | 3                 | 1                 | 1                 | -                              | 4                              | 0                              | -                              | 37     | 17     | 2      | 229   | 133   | 13    |